# Canailles Connection
Pour plus de détails, voir Fiche technique et Distribution.
Canailles Connection (Hunting Elephants) est une comédie policière américano-israélienne réalisée par Reshef Levi, sortie en 2013. 

## Fiche technique
- Titre français : Canailles Connection
- Titre original : Hunting Elephants
- Réalisation : Reshef Levi
- Scénario : Reshef et Regev Levi
- Montage : Isaac Sehayek
- Musique : Gilad Benamram
- Photographie : Yaron Scharf
- Producteur : Ehud Bleiberg, Moshe Edery et Léon Eder
  - Producteur exécutif : Nicholas Donnermeyer
- Production : Bleiberg Entertainment et United King Films
- Distribution : Océan Films et Jour J Communication
- Pays d’origine :  États-Unis et  Israël
- Langue originale : anglais et hébreu
- Format : couleur - 2,35:1 - son Dolby numérique
- Genre : Comédie policière
- Durée : 107 minutes
- Dates de sortie :
- Israël : 4 juillet 2013
- France : 17 septembre 2014

## Distribution
- Sasson Gabai : Eliyahu
- Moni Moshonov : Nick
- Patrick Stewart : Lord Michael Simpson
- Gil Blank : Jonathan
- Yaël Abecassis : Dorit
- Moshe Ivgy : Dody
- Zvika Hadar : Daniel
- Rotem Zisman-Cohen : Sigi
- Rina Schenfeld : Roda